# C'est moi le lapin
Pour plus de détails, voir Fiche technique et Distribution.
C'est moi le lapin (parfois titré Le Lapin, c'est moi ; en allemand : Das Kaninchen bin ich) est un film est-allemand réalisé par Kurt Maetzig, tourné en 1965, mais sorti sur les écrans en 1990. Il fait partie du groupe de films mis à l'index lors du XIe plénum du SED en décembre 1965.

## Synopsis
Maria Morzceck est une jeune berlinoise de 19 ans vivant chez sa tante et souhaitant faire des études de slavistique. Mais la condamnation de son frère Dieter pour des motifs obscurs, et sans doute politiques, compromet son inscription. Car tandis que celui-ci purge sa peine de trois ans de prison, Maria doit se lancer dans la vie active, devenant serveuse dans un restaurant. Elle rencontre et se lie avec un magistrat, Paul Deister, qui se trouve être celui qui a condamné son frère. Malgré cela, elle s'éprend de lui, et envisage grâce à cette relation d'arranger le cas de Dieter. Mais Maria, qui réfléchit de plus en plus à la question de la justice et du droit, se rend compte que Paul Deister est un carriériste. Il rend des jugements pour se faire bien voir du parti plutôt qu'en suivant des principes juridiques et moraux clairs. Lorsque son frère sort de prison, il apprend la relation que Maria a entretenu avec le juge Deister et la gifle. Maria, décidée à prendre sa vie en main et à s'affirmer, quitte l'appartement familial avec la volonté de s'inscrire à l'université. Elle n'est "plus le lapin", dit-elle.

## Contexte de production
Kurt Maetzig est un des cinéastes les plus respectés de RDA, connu pour avoir signé plusieurs classiques (Mariage dans l'ombre, Le Conseil des Dieux) et quelques fresques hagiographiques (Ernst Thälmann). Il est un communiste convaincu, membre du SED et des institutions culturelles est-allemandes comme l'Académie des Arts. Cependant, après la construction du Mur de Berlin, de nombreux artistes adoptent un ton plus libre, cherchant à pointer certains problèmes de la RDA afin d'améliorer le socialisme. Des films comme Le Ciel partagé (Der geteilte Himmel) de Konrad Wolf ou La Femme de Lot (Lot's Weib) d'Egon Günther introduisent une esthétique nouvelle dans le cinéma de la DEFA, ainsi qu'une approche plus frontale des difficultés rencontrées par le pays. Kurt Maetzig a le soutien de la direction du studio, et s'inspirant d'autres cinémas de pays socialistes, cherche à concevoir un film audacieux qui contribue à améliorer le système judiciaire.

## Parcours du film
Alors que la sortie est prévue pour début 1966, le film est interdit en décembre 1965 par le XIe Plénum du SED, ainsi que plusieurs autres films, comme Ne pense surtout pas que je pleure (Denk bloß nicht ich heule) de Frank Vogel. Les membres les plus dogmatiques du parti reprochent au film la représentation qu'il fait de la justice est-allemande, notamment dans la personne du juge arriviste. Le film sortira finalement à l'hiver 1989-1990, à la faveur de l'ouverture du régime, avec les autres "films-lapins", auxquels il a donné le nom. Ceux-ci jouissent d'un culte particulier en ex-RDA.

## Fiche technique
- Titre original : Das Kaninchen bin ich
- Réalisation : Kurt Maetzig
- Scénario : Kurt Maetzig, Manfred Bieler (d'après son roman Maria Morzeck oder Das Kaninchen bin ich)
- Dramaturgie : Christel Gräf
- Musique : Reiner Bredemeyer, Gerhard Rosenfeld
- Photographie, caméra : Erich Gusko
- Son : Konrad Walle
- Montage : Helga Krause
- Décors : Alfred Thomalla
- Costumes : Rita Bieler
- Pays d'origine :  République démocratique allemande
  - Langue : allemand.
- Année de production : 1964 et 1965
- Directeur de production : Matin Sonnabend
- Sociétés de production : DEFA
- Groupe artistique (KAG) : "Roter Kreis"
- Format : Noir et blanc et couleurs — 35 mm — 1.37:1 — son mono
- Genre : Drame
- Durée : 114 minutes
- Date de sortie d'origine : 25 février 1966
- Première projection publique :
- Date de sortie : Allemagne de l'Est : 3 mars 1990

## Distribution
- Angelika Waller : Maria Morzeck
- Alfred Müller : Paul Deister
- Ilse Voigt : Tante Hete
- Wolfgang Winkler : Dieter Morzeck
- Irma Münch : Gabriele Deister
- Rudolf Ulrich : Grambow
- Helmut Schellhardt : le maire
- Annemarie Esper : Edith
- Willi Schrade : le professeur de sport Ulli
- Willi Narloch : le serveur Oskar
- Bernd Bartoczewski : criminologue
- Anna-Maria Besendahl : hôtesse
- Peter Borgelt : juge